# Maestro della Vita della Vergine
Il Maestro della Vita della Vergine, in tedesco Meister des Marienlebens, (fl. XV secolo) è stato un pittore tedesco attivo all'incirca tra il 1463 e il 1490 e appartenente Scuola di Colonia e alla corrente del tardo gotico. È anche conosciuto come il Maestro di Wilten o Johann van Duyren (un'identificazione quest'ultima che non è universalmente accettata) e non va confuso con l'omonimo norvegese del XIII secolo e con il veneziano del tardo Quattrocento Maestro della Vita della Vergine del Louvre.

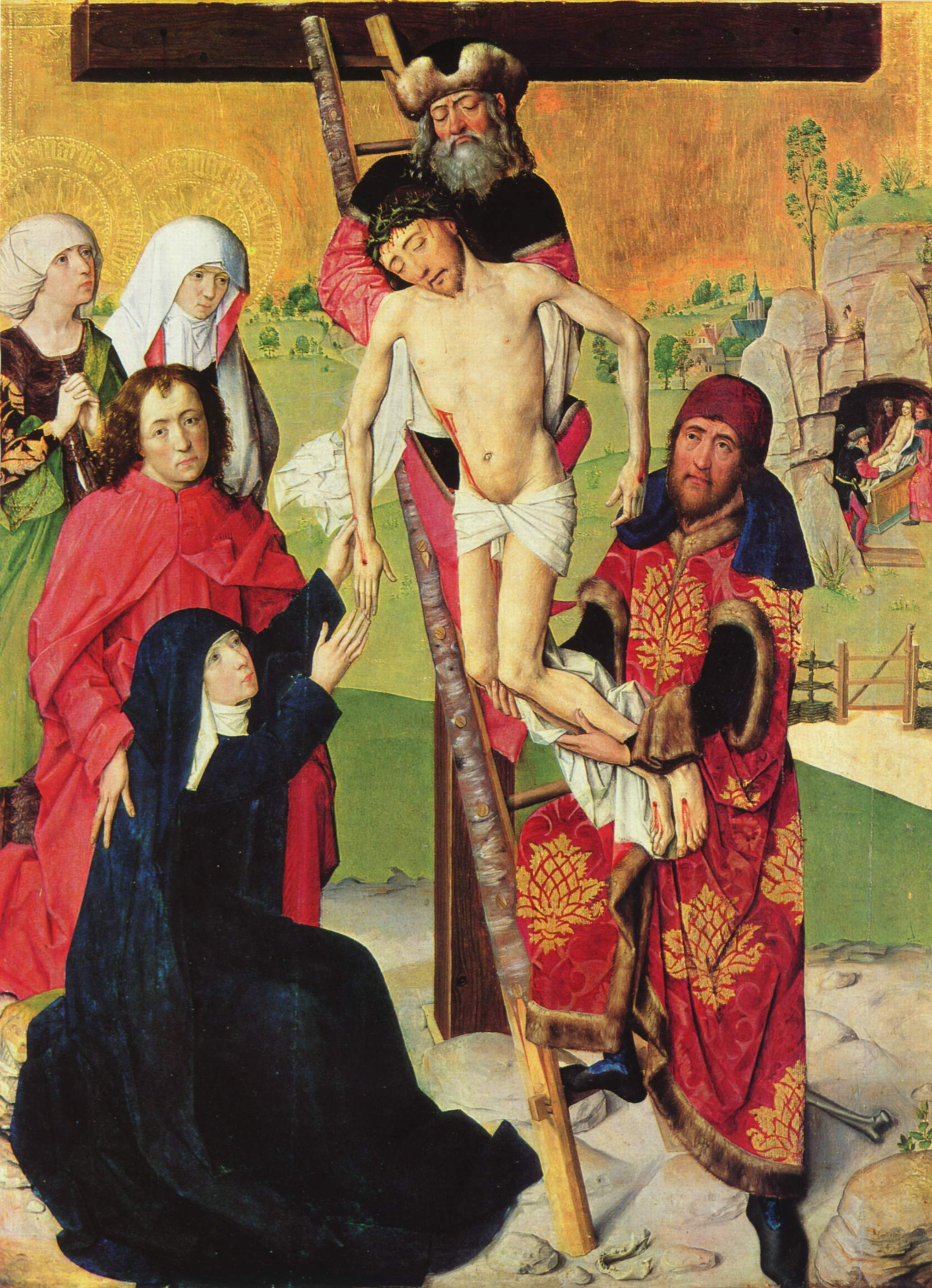
Deposizione di Cristo al Wallraf-Richartz Museum, Colonia.

La sua bottega è identificata dal suo capolavoro, una serie di otto dipinti che ritraggono scene della vita della Vergine, realizzato per la chiesa di Sant'Orsola di Colonia; sette si trovano alla Alte Pinakothek di Monaco, mentre l'ultimo è conservato alla National Gallery di Londra assieme a quattro pannelli esterni della pala d'altare di Werden (1485-90 circa), la cui parte centrale è andata perduta. Altri opere provenienti dalla stessa mano sono la Crocifissione di Gesù per la cappella dell'ospedale a Bernkastel-Kues, l’Adorazione dei Magi nel Germanisches Nationalmuseum di Norimberga e la Crocifissione e Deposizione di Cristo al Wallraf-Richartz Museum di Colonia.
A causa della palese influenza di pittori fiamminghi quali Dieric Bouts e Rogier van der Weyden si pensa che possa essersi formato nei Paesi Bassi.
Anche se il suo nome non ci è noto, attraverso i suoi dipinti è diventato il più celebrato tra i pittori tardogotici della Scuola di Colonia. Il suo stile elegante stile figurativo è conosciuto al punto che la sua notevole influenza può essere notata nelle opere di altri pittori di Colonia.

## Galleria d'immagini
Le otto scene della Vita di Maria, tutte a Monaco tranne la penultima:

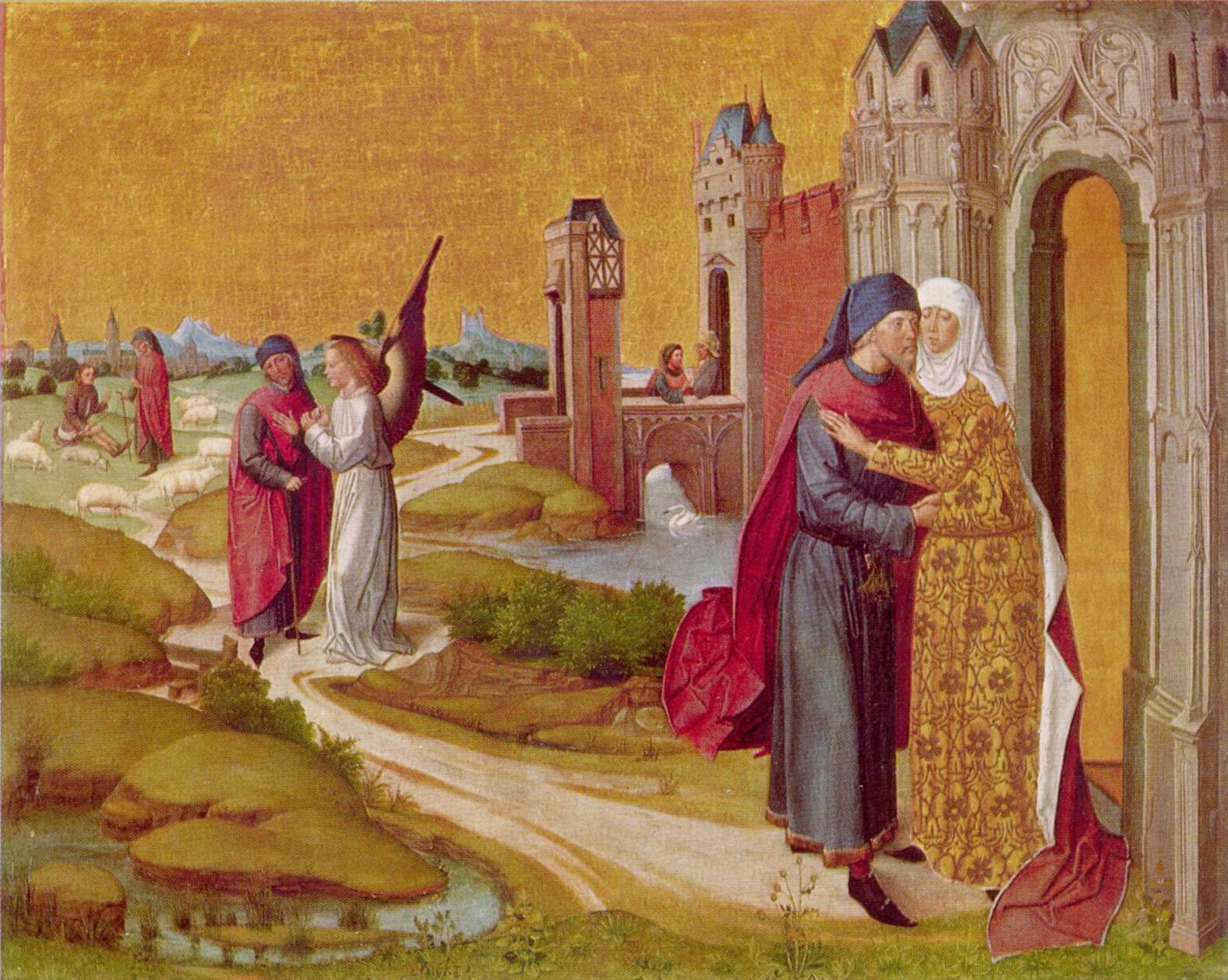
Incontro di Anna e Gioacchino alla Porta d'Oro
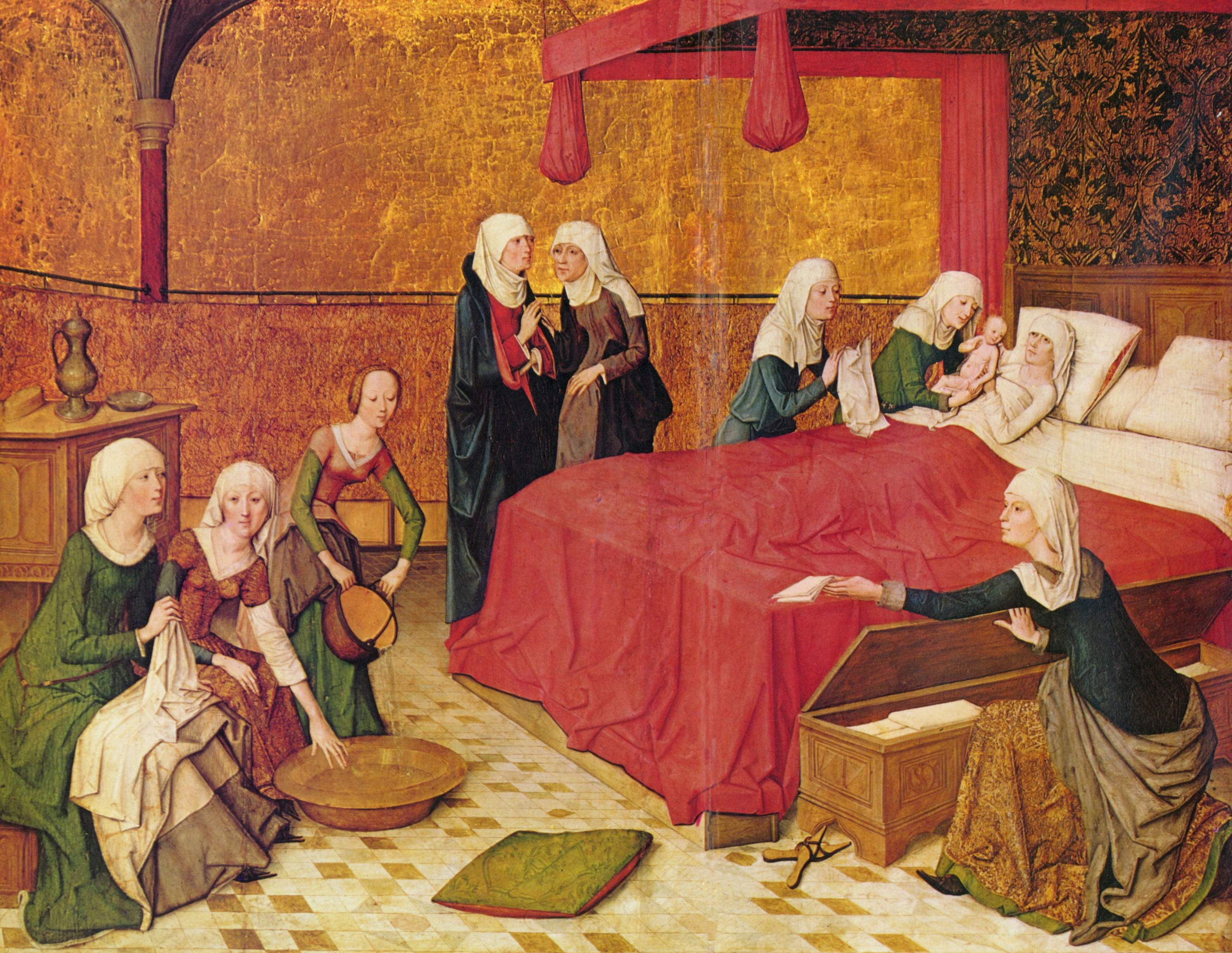
Natività di Maria
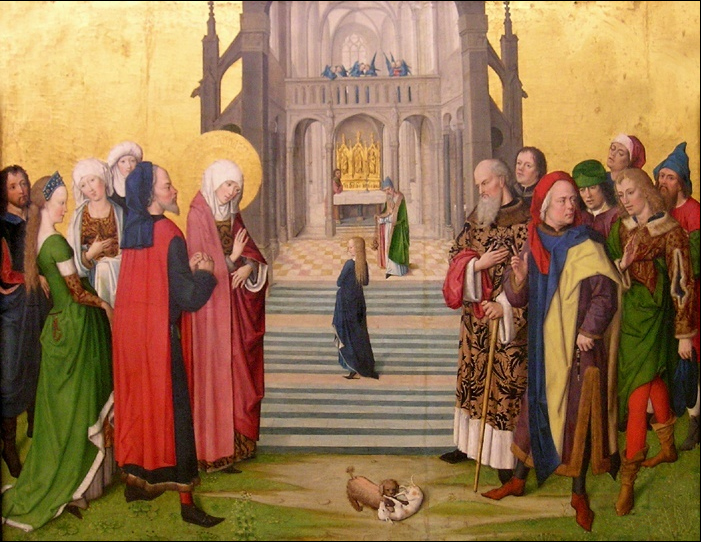
Presentazione di Maria
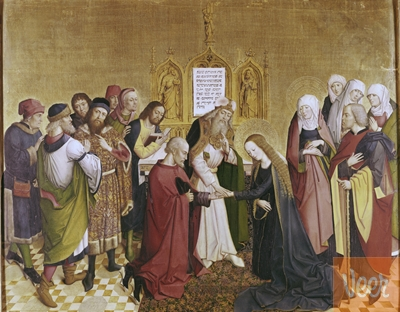
Matrimonio della Vergine
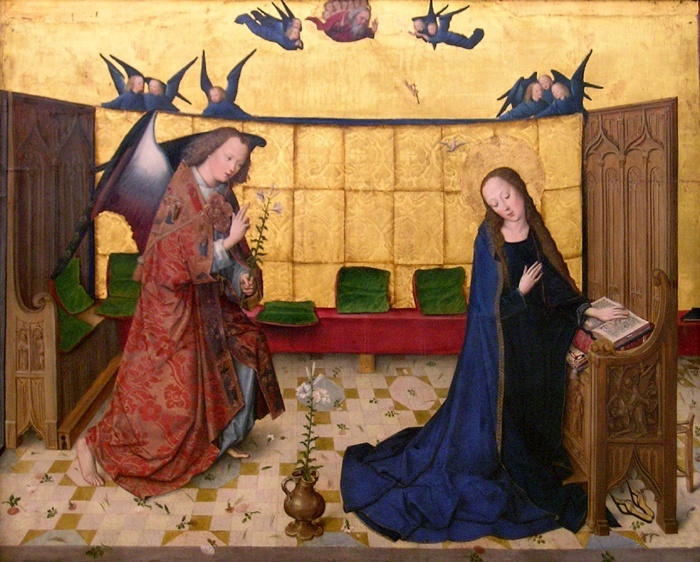
Annunciazione
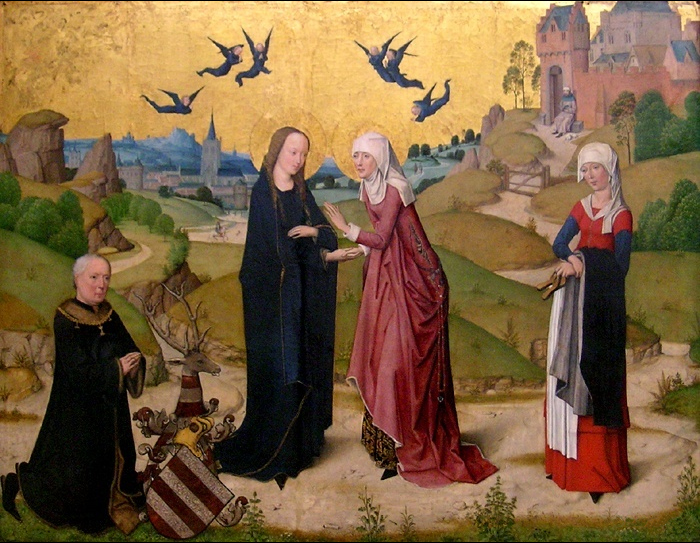
Visitazione
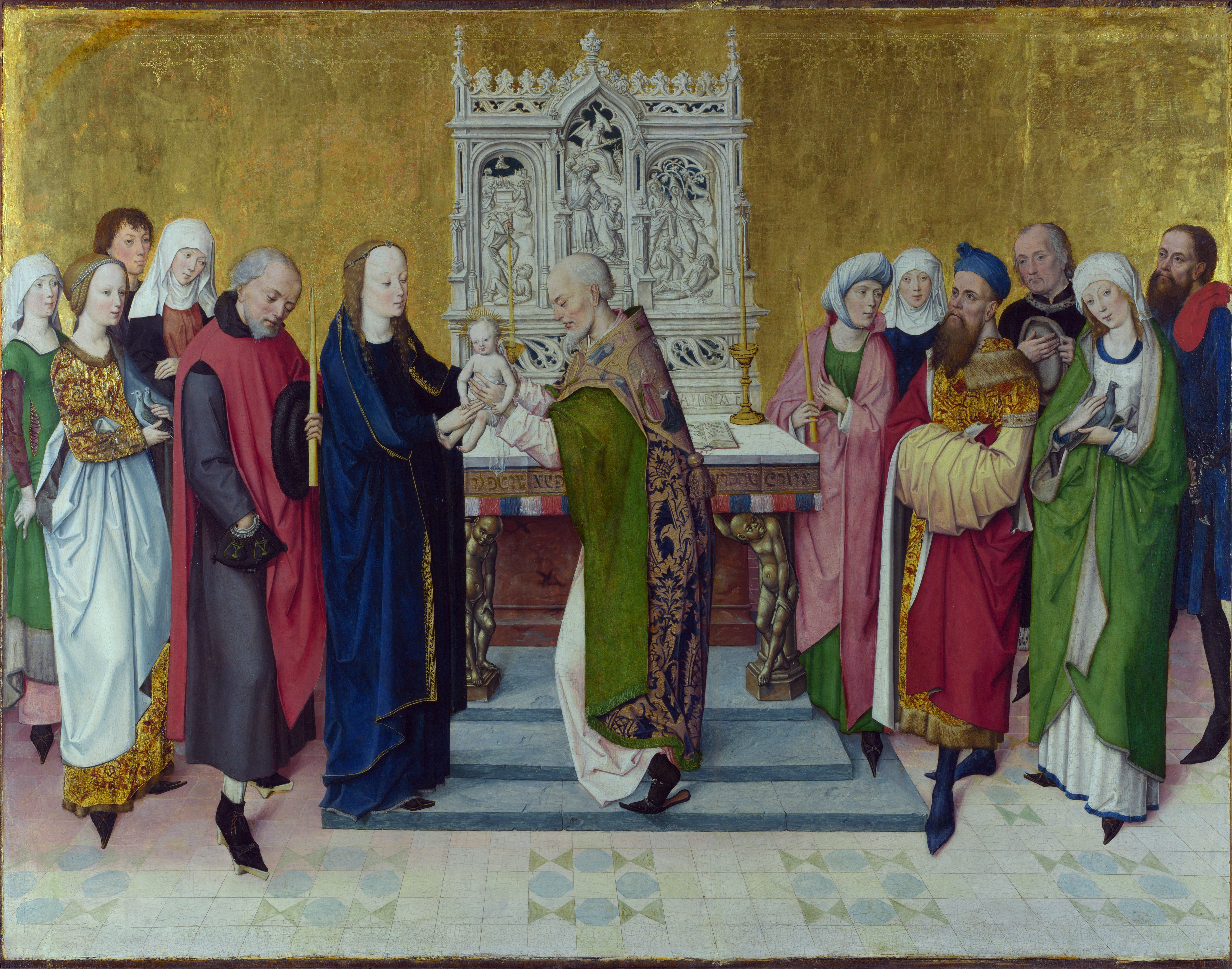
Presentazione di Gesù al tempio
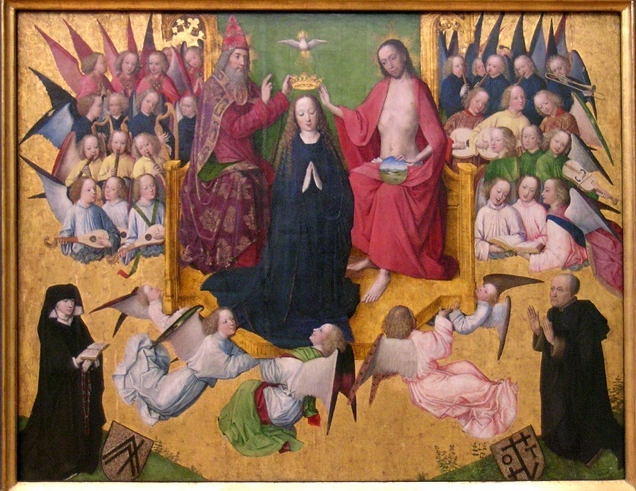
Incoronazione della Vergine